# Torrecilla sobre Alesanco
Torrecilla sobre Alesanco – gmina w Hiszpanii, w prowincji La Rioja, w La Rioja, o powierzchni 4,36 km². W 2011 roku gmina liczyła 37 mieszkańców.